# Акашат
33°45′ пн. ш. 40°00′ сх. д. / 33.75° пн. ш. 40° сх. д.Акашат — фосфоритове родовище в Зах. Іраку, в мухафазі Анбар. Пл. бл. 20 км², розвідані запаси 432 млн т. Родов. відкрите в 1962, приурочене до півн.-зах. крила Гаарського підняття Аравійської плити. Фосфоритоносна світа Ум-Ер-Радхума (палеоцен — ниж. еоцен) містить 2 пром. пласти фосфоритів; нижній (2-4 м), і верхній (6-10 м), розділених пачкою вапняків. Фосфорити карбонатні і кременисто-карбонатні.